# Santi Biagio e Cataldo

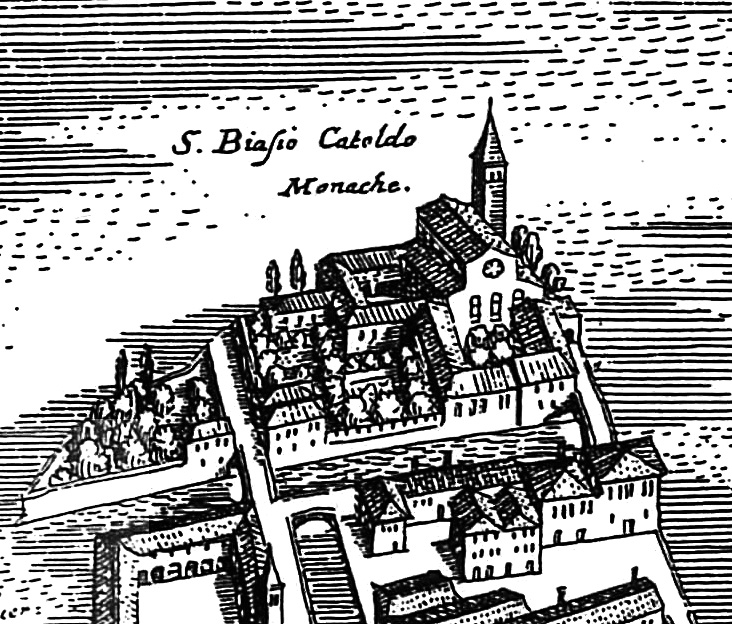
Matthäus Merian: Das Kloster „San Biasio e Cataldo“, 1638

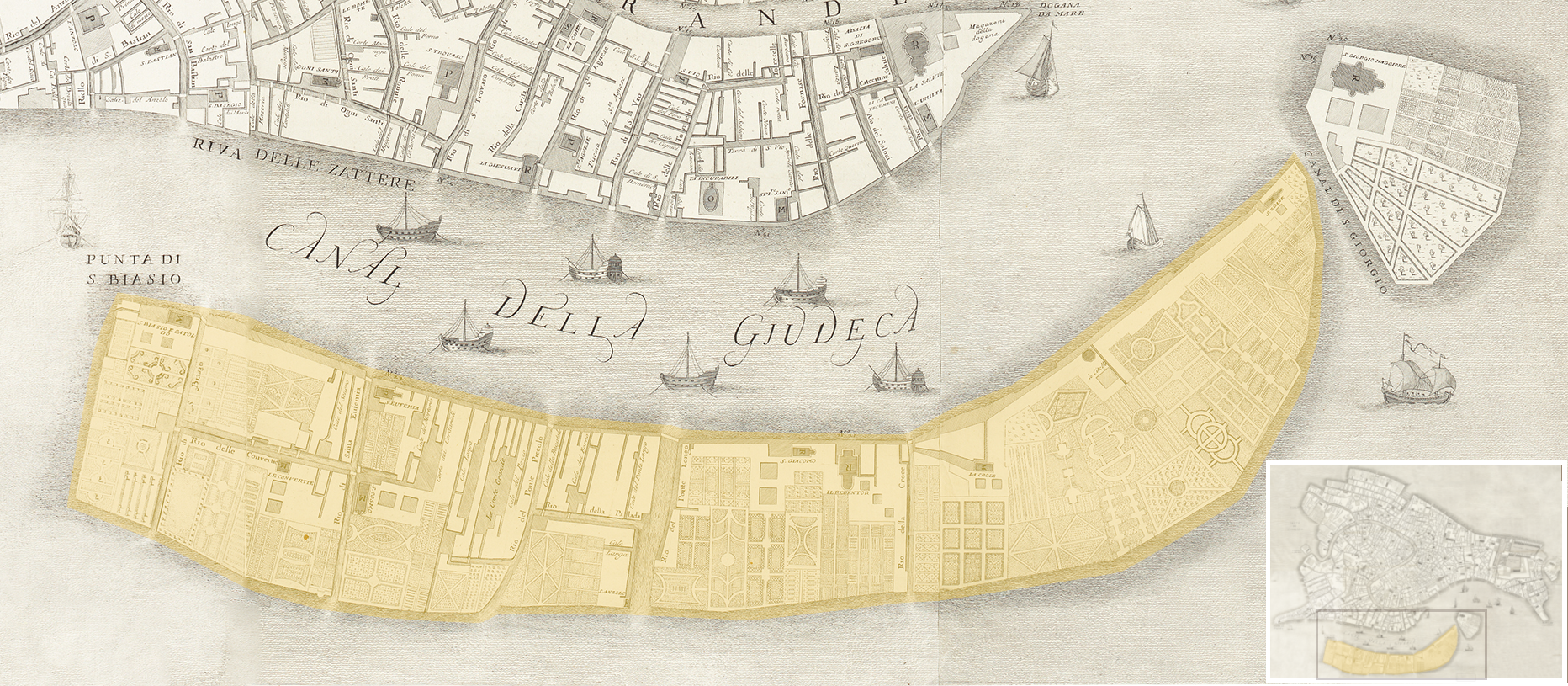
Karte der Giudecca von 1729, die im Westen an der „Punta di San Biasio“ endete

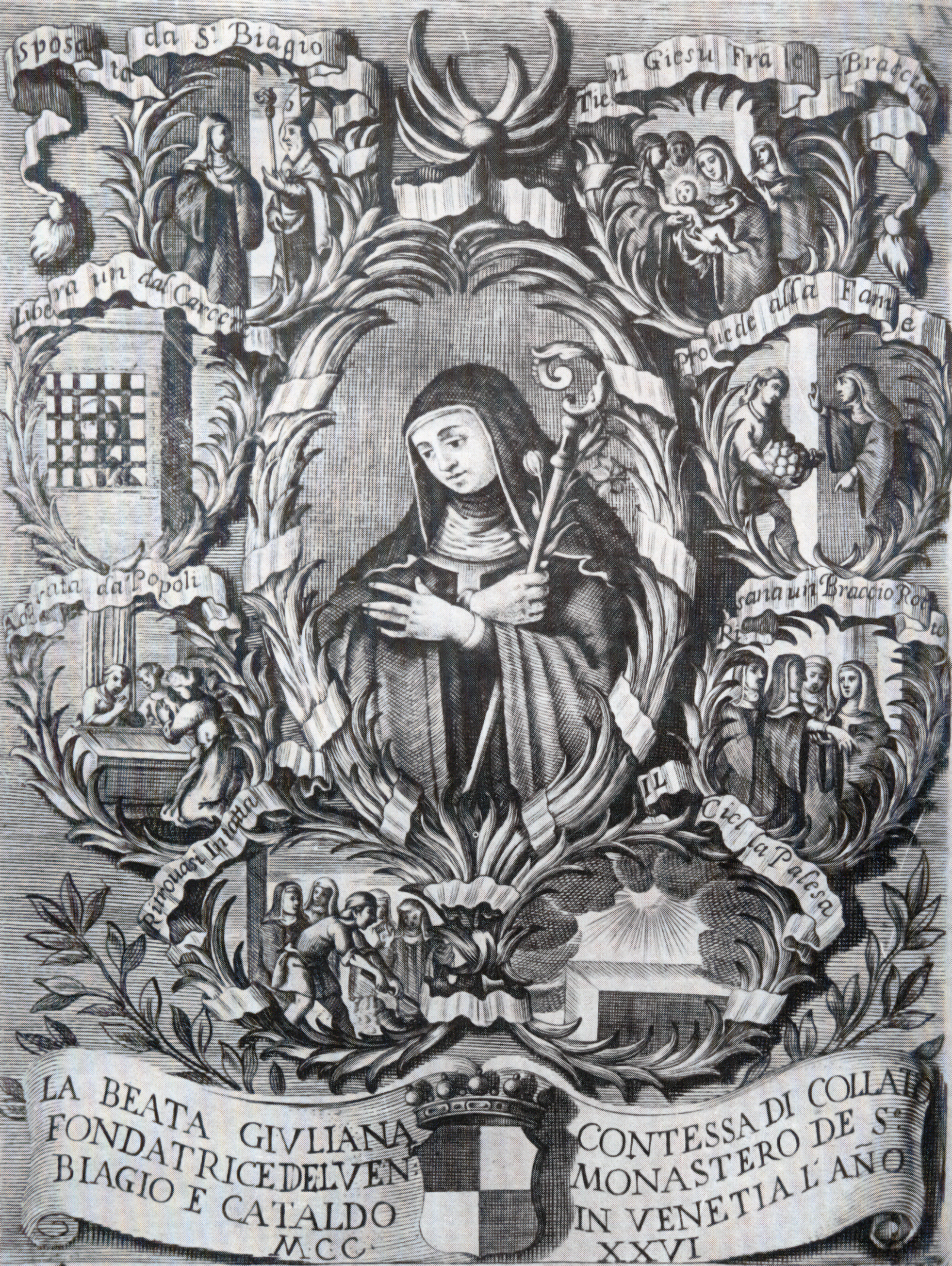
Lithographie der Giuliana di Collalto, die demnach das Kloster 1226 gründete

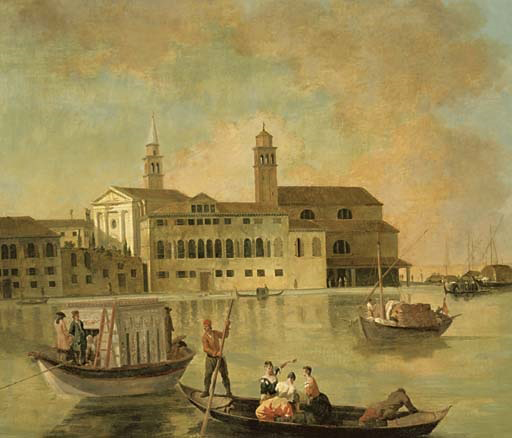
Johann Richter (1665–1745): San Biagio e Cataldo auf der Giudecca, 1725

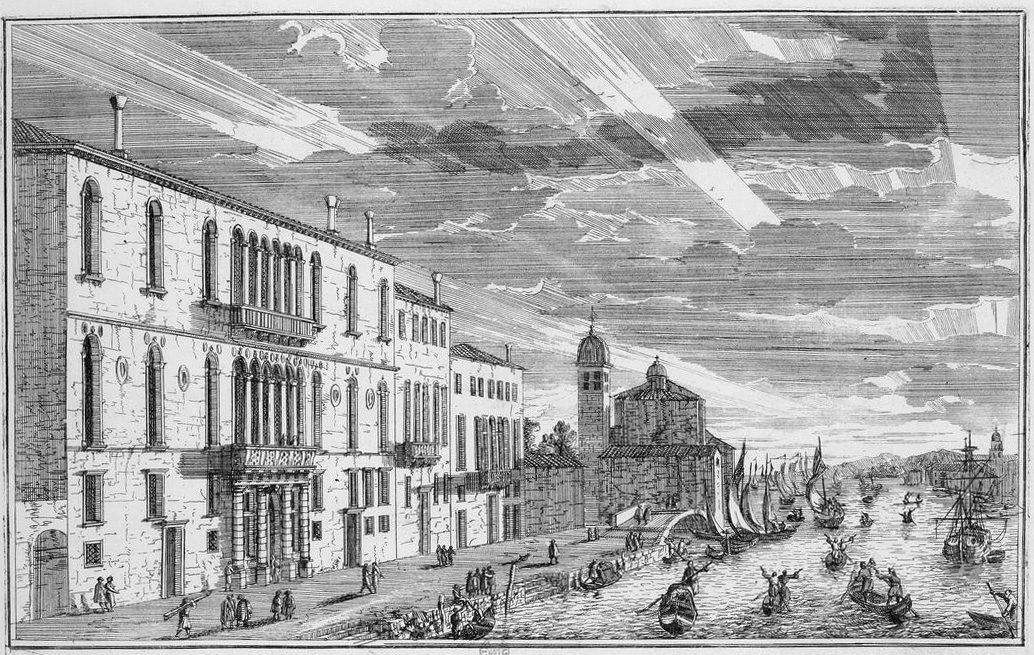
Luca Carlevarijs: Palazzo Vendramin alla Giudecca und Le Fabriche, 1703

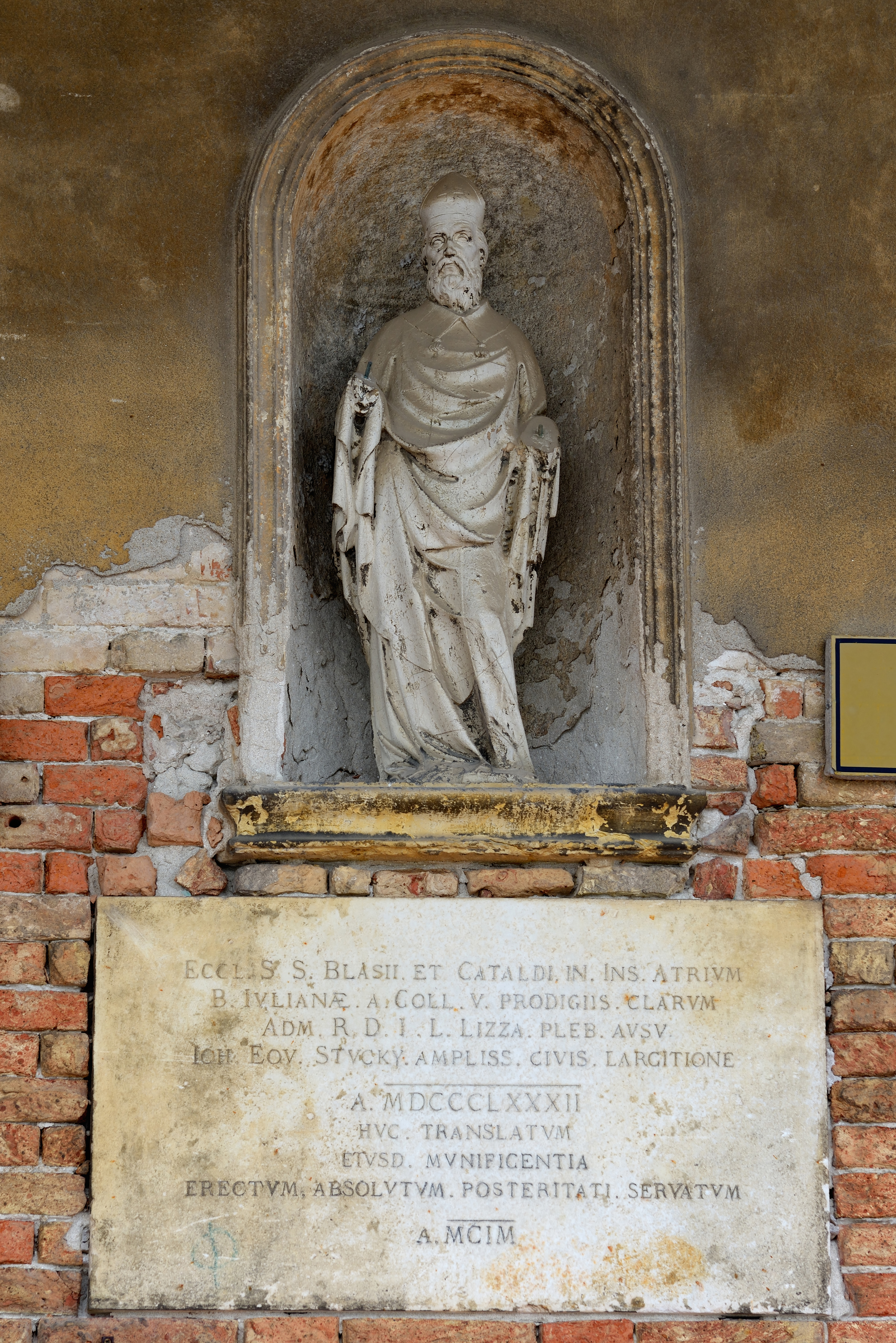
Statue aus der 1884 wegen der Stucky-Mühle abgerissenen Kirche Santi Biagio e Cataldo, die 1882 nach Sant’Eufemia transferiert wurde – mit großzügiger Unterstützung („largitione“) des Herrn Stucky, wie die Inschrift vermerkt.

Santi Biagio e Cataldo hieß eine der älteren Kirchen Venedigs. Das Bauwerk befand sich nahe dem Westrand der Giudecca, einer Inselkette am Südrand des historischen Zentrums. Seine Kirchenpatrone sind die Heiligen Blasius von Sebaste (Biagio) und Cataldus, somit ein römischer Bischof und Märtyrer des 3./4. Jahrhunderts – einer der Vierzehn Nothelfer – und ein Ire des 7. Jahrhunderts, der nach der Rückkehr von einer Pilgerreise ins Heilige Land zum Bischof von Tarent wurde. Abgerissen wurde die Kirche 1884, als die Stuckymühle ausgebaut wurde. 

## Geschichte
Folgt man der ‚Tradition‘, so wurde die Kirche bereits im 10. Jahrhundert errichtet, geweiht wurde sie im Jahr 1188. Neben der Kirche bestand ein Pilgerhaus, was den Zusammenhang zu Cataldus darstellen könnte, der ja als Pilger nach Tarent gekommen war.
1222 wurde nebenan ein Kloster der Benediktinerinnen errichtet, wobei die Selige Giuliana oder Juliana (1186–1262) aus dem Adelshaus der Collalto eine entscheidende Rolle spielte; sie wurde Äbtissin der Gemeinschaft. Nach Jahrzehnten des Niedergangs sah sich der Patriarch von Venedig dazu veranlasst einzugreifen, das Kloster wurde 1519 reformiert. Doch die Zahl der Mädchen und jungen Frauen, die ins Kloster gingen, wuchs in Venedig im 16. und 17. Jahrhundert stark an. Zum einen konnten die Familien damit die immer teurer werdende Mitgift einsparen, zum anderen wollten diese führenden Familien nicht standesgemäße Ehen verhindern. Dabei stieg der Preis, den die Familien für die Aufnahme der meist unfreiwilligen Nonnen zu entrichten hatten, so sehr, dass der Rat der Zehn diesen Preis auf maximal 1500 Dukaten begrenzte. Allein 1602 sollten 14 Frauen auf diese Art untergebracht werden – für die Klöster eine wichtige Einnahmequelle.
1593 wurde das Kirchengebäude unter Leitung von Michele Sanmicheli weitgehend abgerissen, dabei wurde der Chor zerstört. Die Säulen kamen der nicht weit entfernten Kirche Sant’Eufemia zu. Der Plan des Matthäus Merian von 1635 zeigt wohl eher den Zustand vor diesem radikalen Umbau. Die dreischiffige Basilika blickte auf die Lagune und der romanische Glockenturm hatte einen pyramidenförmigen Helm.
Unter Leitung der Baumeister Domemico Rossi (1657–1737) und Giorgio Massari (1687–1766) wurde der Innenraum Anfang des 18. Jahrhunderts völlig umgestaltet. Die Ansicht der Kirche, die Johann Richter 1725 anfertigte, zeigt ebenfalls nur die Lagunenseite der Kirche. Der Glockenturm war möglicherweise weiter abseits wieder aufgebaut worden.
Wie Johann Christoph Maier 1791 in seiner Beschreibung von Venedig vermerkte, hatte die Kirche „sieben Altäre von feinem Marmor. Ein Altarblatt vom jüngeren Palma enthält die Heiligen, Biagio, Carl und Agnes; und ein anderes von Joseph Angeli, eine Handlung des heiligen Cataldo.“
Unter Napoleon wurde die Gemeinde im Jahr 1810 zugunsten von Santissimo Redentore aufgelöst. Die Eufemiagemeinde, die gleichfalls aufgelöst worden war, wurde allerdings 1822 wiederhergestellt. Der private Besitzer von San Biagio e Cataldo hingegen wandelte den Komplex zunächst in ein Hospital um.
Dem Bau der Stuckymühle fiel die Kirche erst 1884 zum Opfer. Die dortigen Säulen im Atrium wurden ebenso nach Sant’Eufemia verbracht, wie die Reliquien der Seligen Giuliana, letztere befinden sich in der Anna-Kapelle der Eufemiakirche. 